# Euro Hockey Tour 2007-2008
L'Euro Hockey Tour  2007-2008 è la XII stagione del torneo per nazionali Euro Hockey Tour. È iniziato il 8 novembre  2007 e si è conclusa il 20 aprile 2008. Si sono disputate  24 partite, 12 per ogni squadra. La stagione è costituito dalla Karjala Cup, dalla Channel One Cup, dagli Oddset Hockey Games e dai Kajotbet Hockey Games.

## Risultato Finale
Il torneo fu vinto dalla Russia in quanto prima squadra nella classifica generale dei quattro tornei.
| Squadra   | PG | V  | P | N | GF | GS | Pt. | VOT | POT | VR | PR |
| --------- | -- | -- | - | - | -- | -- | --- | --- | --- | -- | -- |
| Russia    | 12 | 10 | 2 | 0 | 41 | 18 | 30  | 0   | 0   | 0  | 0  |
| Finlandia | 12 | 4  | 5 | 3 | 26 | 31 | 17  | 2   | 0   | 0  | 1  |
| Rep. Ceca | 12 | 4  | 6 | 2 | 33 | 43 | 15  | 0   | 1   | 1  | 0  |
| Svezia    | 12 | 3  | 8 | 1 | 27 | 35 | 10  | 0   | 1   | 0  | 0  |

Legenda: PG = partite giocate; V = vittorie; P = sconfitte; N = pareggi; GF e GS = gol fatti e gol subiti; Pt. = punti; VOT e POT = vittorie e sconfitte dopo i tempi supplementari; VR e PR = vittorie e sconfitte dopo i tiri di rigore